# Associate Directors
Associate Directors is een Belgische productiemaatschappij voor documentaire films met hoge culturele en/of maatschappelijke waarde.
De coöperatieve vennootschap werd opgericht in 1991 door Mark Daems, Jan Lapeire en Bram Crols.
Associate Directors werd in 2016 gelauwerd met de Prijs van verdienste.

## Filmografie
| Jaar | Titel                              | Regisseur      |
| ---- | ---------------------------------- | -------------- |
| 2015 | Carnotstraat 17: Huis van Aankomst | Klara van Es   |
| 2014 | Elephant's Dream                   | Kristof Bilsen |
| 2013 | Au-delà de l'Ararat                | Tülin Özdemir  |
| 2010 | Verdwaald in het Geheugenpaleis    | Klara van Es   |
| 2009 | Vlasman                            | Jan Lapeire    |